# Čauševići
Čauševići (izvirno srbsko Чаушевићи) je naselje v Srbiji, ki upravno spada pod Občino Prijepolje; slednja pa je del Zlatiborskega upravnega okraja.

## Demografija
V naselju, katerega izvirno (srbsko-cirilično) ime je Чаушевићи, živi 96 polnoletnih prebivalcev, pri čemer je njihova povprečna starost 35,2 let (34,7 pri moških in 35,7 pri ženskah). Naselje ima 38 gospodinjstev, pri čemer je povprečno število članov na gospodinjstvo 3,47.
Prebivalstvo je večinoma nehomogeno.
|  |

| Demografija | Demografija     | Demografija     |
| Leto        | Št. prebivalcev | Št. prebivalcev |
| ----------- | --------------- | --------------- |
|             |                 |                 |
|             |                 |                 |
|             |                 |                 |
|             |                 |                 |
| 1948        | 190             |                 |
| 1953        | 198             |                 |
| 1961        | 193             |                 |
| 1971        | 175             |                 |
| 1981        | 143             |                 |
| 1991        | 147             | 147             |
| 2002        | 139             | 132             |
|             |                 |                 |

| Etnična sestava po popisu iz leta 2002 | Etnična sestava po popisu iz leta 2002 | Etnična sestava po popisu iz leta 2002 | Etnična sestava po popisu iz leta 2002 | Etnična sestava po popisu iz leta 2002 |
| -------------------------------------- | -------------------------------------- | -------------------------------------- | -------------------------------------- | -------------------------------------- |
| Srbi                                   | Srbi                                   |                                        | 68                                     | 51,51%                                 |
| Bošnjaki                               | Bošnjaki                               |                                        | 48                                     | 36,36%                                 |
| Muslimani                              | Muslimani                              |                                        | 15                                     | 11,36%                                 |
| Neznano                                | Neznano                                |                                        | 0                                      | 0,0%                                   |